# اچ.اچ. استیفنسن
هیتفیلد هارمن «اچ‌اچ» استیفنسن (انگلیسی: Heathfield Harman "HH" Stephenson؛ ۳ مهٔ ۱۸۳۳ – ۱۷ دسامبر ۱۸۹۶)، بازیکن مشهور کریکت اهل انگلستان بود.